# Hans-Dieter Ihlenfeldt
Hans-Dieter Ihlenfeldt (* 17. Juli 1932 in Kiel; † 9. Februar 2023) war ein deutscher Botaniker und Hochschullehrer. Sein offizielles botanisches Autorenkürzel lautet „Ihlenf.“

## Leben
Er studierte nach dem Abitur ab 1952 an der Christian-Albrechts-Universität zu Kiel Botanik, Zoologie und Chemie. Er erlangte 1958, unter Betreuung durch Herbert Straka, den Doktorgrad mit einer Arbeit über die Mesembryanthemaceae. Für seine Doktorarbeit benutzte er Material aus der von Gustav Schwantes begründeten Sammlung. Ihlenfeldt kannte Schwantes noch persönlich und dieser gab hilfreiche Hinweise zu seiner Doktorarbeit.
Anfang 1959 wurde Ihlenfeldt wissenschaftlicher Assistent am Staatsinstitut für Allgemeine Botanik und Botanischer Garten Hamburg. In den folgenden Jahren beschäftigte er sich u. a. mit der Erforschung der Gattung Uncarina (Pedaliaceae). Ab 1960 hatte er Kontakte zu Botanik-Kollegen in Südafrika, und es kam zu zwei Botanikexkursionen nach Namaqualand und in die Kleine Karoo. Diese Exkursionen erfolgten zwischen 1961 und 1963 und wurden geführt durch Hans Herre, den Kurator des Botanischen Gartens Stellenbosch. In der Zeit von 1979 bis zu seiner Emeritierung im Jahr 1995 war er an der Universität Hamburg Professor für Botanik speziell für Morphologie und Systematik.
Zudem war er von 1994 bis 1998 Präsident der Internationalen Organisation für Sukkulentenforschung. 1994 erhielt er für seine Verdienste in der Sukkulentenforschung den Cactus d’Or. Ihlenfeldt hat mehr als 40 Pflanzenarten beschrieben.
Hans-Dieter Ihlenfeldt heiratete 1960. Seine Frau Margarete und er haben vier Kinder.

## Ehrungen
Nach Ihlenfeldt wurde die Gattung Ihlenfeldtia H.E.K.Hartmann benannt.

## Veröffentlichungen
- 1958: Entwicklungsgeschichtliche, morphologische und systematische Untersuchungen an Mesembryanthemen
- 1959: Über die Entwicklung der Blüte und den Bau der Frucht von Caryotophora skiatophytoides Leistn. (Ficoidaceae (Juss.) em. Hutchinson-Formenkreis Mesembryanthemen)
- 1962: Über die Morphologie und Entwicklungsgeschichte der Früchte von Uncarina (Baill.) Stapf (Pedaliaceae)
- 1967: Bemerkungen zur Taxonomie der südwestafrikanischen Pedaliaceae
- 1978: Monographie der Mitrophyllinae Schwantes. 3, Morphologie und Taxonomie der Gattung Oophytum N.E.Br. (Mesembryanthemaceae)